# NGC 7242
NGC 7242 este o galaxie situată în constelația Șopârla. A fost descoperită în august 1865 de către Édouard Stephan⁠(d). Se află la o distanță de 79,55 de megaparseci de Pământ.